# Kamânche
 (janvier 2020).
Si vous disposez d'ouvrages ou d'articles de référence ou si vous connaissez des sites web de qualité traitant du thème abordé ici, merci de compléter l'article en donnant les références utiles à sa vérifiabilité et en les liant à la section « Notes et références ».
Kamânche, kamancheh, keman, kemanche, kamança ou kemânçe, kemântcheh [che ou tche étant un diminutif ; la terminaison tche est plus adéquate en français, che étant une transcription anglaise] (en persan: کمانچه, « archet » '"petit arc") désigne une famille d'instruments à cordes frottées d'origine iranienne répandue du Moyen-Orient aux Balkans ou à l'Asie centrale et au Maroc.  
Il s'agit d'une vièle à pique rustique assez proches de diverses formes du rabâb (les termes étant parfois interchangeables).

## Implantation
Selon le  Grand Livre de la musique d’Al-Fârâbî, son origine remonte au moins au ixe siècle.
On le trouve en Iran, en Arménie, en Azerbaïdjan, en Géorgie, en Turquie (aussi rebab, azeri kemençesi ou kabak kemane) et en Ouzbékistan, Tadjikistan, en Afghanistan et Turkménistan, sous le nom de ghaychak ou ghijak (à ne pas confondre avec le ghaychak iranien, plus volumineux et qui se joue différemment. 
Il se trouve également au Cachemire sous le nom de kashmiri saz, au Kazakhstan sous le nom de Gizhak, et au Xinjiang (cultures tajik, kazakhe et ouïghour), en Chine, sous le nom d’aijeke. 
Enfin, il est très proche de la djoza irakienne. Au Maghreb, on le trouve sous le nom de Kamanja.
Bien que les termes soient parfois également interchangeables, il ne faut pas le confondre avec le kemençe turc ou ottoman qui est l'aboutissement d'une autre vièle en bois, byzantine, appelée lyra et dérivée d'une autre forme de rabâb.

## Lutherie
Le corps du kamântche consiste en un manche rond qui traverse une petite caisse de résonance ronde faite en bois (noyer ou mûrier), en noix de coco ou en courge, couverte d'une membrane fine en peau de mouton, de bœuf ou de poisson. 
Traditionnellement, les kamânches possédaient autrefois trois cordes de soie, cependant les modèles modernes ont quatre cordes de métal, et les anciens en avaient deux de soie. 
À la base se trouve une pique permettant de supporter l'instrument pendant qu'on en joue (comme pour le violoncelle).
Le kamânche du Lorestan possède une caisse de résonance ouverte à l'arrière. Celle-ci a la forme d'un cône tronqué. 
Les kamânches sont très ornementés, souvent avec des incrustations de nacre ou d'os et ils ont parfois des chevilles en ivoire sculptées.

## Jeu
L'instrument est joué avec un archet à tension variable qui est tenu non pas par-dessus comme celui du violon, mais soutenu par en bas, la paume de la main visible, en ceci similaire à la tenue allemande de la contrebasse ou à celle de la viole de gambe. 
Le musicien est assis par terre (ou sur une chaise), la pique reposant sur le genou ou la cuisse.  
À l'inverse du violon, ce n'est pas l'archet qui tourne sur le chevalet, mais c'est l'instrument qui tournant sur lui-même (grâce à la pique), met ainsi en contact les diverses cordes avec l'archet qui reste parfaitement perpendiculaire. 
C'est le seul instrument à cordes frottées de la musique classique perse et kurde, et populaire. 
Le modèle du Lorestân est utilisé dans la musique populaire. Cependant, en Turquie, il a perdu son statut classique au profit du klasik kemençe et il s'agit désormais d'un instrument folklorique ou mystique, joué dans les confréries soufies.

## Sources et liens externes
- Notices d'autorité :   - LCCN
  - GND
  - Israël
- (en) Stanley Sadie, The New Grove Dictionary of Musical Instruments, Macmillan, London, 1985.
- (en) Article
- (en) Article
- Encyclopédie des instruments de musique perse
- Kamânche avec extraits sonores
- Vidéo de kamânche persan et lyra pontique
- Site de Kayhan Kalhor, musicien d'origine iranienne, l'un des grands joueurs de kamânche actuels